# Johann von Hiller
Pour les articles homonymes, voir Hiller.
Johann von Hiller, né le 10 juin 1754 et mort le 5 juin 1819 à Lemberg, est un général autrichien à l'époque de guerres napoléoniennes. Il joua un rôle important à la bataille d'Essling.

## Biographie

### Début de carrière et ascension militaire
Von Hiller, élevé dans une famille de militaires, sert d'abord comme cadet dans un régiment de Saxe, puis comme lieutenant dans les dragons de Wurttemberg. Nommé capitaine dans un régiment de frontière en 1774. Il combat dans le théâtre prussien pendant la guerre de la succession bavaroise (1778-1779). Se distinguant dans la guerre austro-turque(1787-1792) pour sa vigueur en défendant un territoire de la Croatie, il est fait lieutenant-colonel en 1788 et reçoit la croix du chevalier de l'ordre militaire de Marie-Thérèse. Il se distingue encore pendant le siège de Berbir avant d'être promu colonel. Il sert comme général en remplacement du maréchal von Laudon, alors retourné en Autriche pour commander son régiment. Promu major-général en 1774, Hiller est affecté en Italie, servant de Quartermaster général en Lombardie.
En 1796, Hiller commande une brigade dans l'armée du Rhin, mais sa mauvaise santé l'oblige à se démettre de ses fonctions. Il reprend du service en 1798 pour participer à la campagne contre les Français en Suisse. Il participe à la bataille de Zurich, le 4 juin 1799. Hiller se signale au commandement de la zone militaire (croate) de Zagreb, puis au commandement de la zone du Tyrol. Il occupe ce poste pendant la guerre de la Troisième Coalition. Après la paix, von Hiller est gouverneur de Salzbourg et de la Haute-Autriche.

### Participation aux guerres napoléoniennes
Quand la guerre avec la France éclate en 1809, il commande le 15e corps, couvrant la gauche de l'armée autrichienne. Engagé et défait le 20 avril, il retraite en bon ordre vers Linz. Le 3 mai, Masséna le force encore à traverser le Danube. À la bataille d'Aspern-Essling, von Hiller commande le flanc droit de la ligne autrichienne. Ses troupes combattent désespérément pendant les deux jours dans Aspern et contribuent grandement à la victoire autrichienne. Après la paix avec la France, von Hiller est gouverneur général de Croatie et en 1811, de Slavonie et de Styrie. En 1813 il s'oppose à l'armée d'Eugène de Beauharnais. Alors que von Hiller n'est jamais défait, ses manœuvres prudentes ne seront pas considérées comme des victoires, et lui seront même reprochées.